# Juan Quispe
Pour les articles homonymes, voir Quispe.
Juan Quispe Vila (3 octobre 1914 – 1996) est un footballeur international péruvien qui évoluait au poste de défenseur.

## Biographie
Surnommé La Víbora (« la vipère »), Juan Quispe intègre l'Alianza Lima de 1936 à 1950 (182 matchs disputés). Il y est champion de 2e division en 1939, avant de remporter le championnat du Pérou en 1948. 
International péruvien, il reçoit 13 sélections entre 1939 et 1942. Il fait partie de l'équipe championne d'Amérique du Sud en 1939, et participe également aux championnats sud-américains de 1941 et 1942.

## Palmarès
| Alianza Lima - Championnat du Pérou (1) : - Champion : 1948. - Championnat du Pérou D2 (1) : - Champion : 1939. |  | Pérou - Championnat sud-américain (1) : - Vainqueur : 1939. |